# Acadèmia Francesa de les Ciències
L'Acadèmia Francesa de les Ciències (Académie des sciences) és una societat científica, fundada el 1666 pel Rei Lluís XIV de França per iniciativa de Jean-Baptiste Colbert. Fins al 1699 el rei Lluís XIV no li va atorgar uns estatuts reglats. La primera seu va ser al Louvre. Encara existeix formant part, junt amb altres institucions, de l'anomenat Institut de France. Els seus membres estan nomenats amb caràcter vitalici i s'agrupen en els camps de les matemàtiques, la física, la química, la biologia, la geologia i la medicina.

## Membres[4]

### A
Anatole Abragam - Claude Jean Allègre - Christian André Amatore - Jean-Claude Pierre André - Jacques François Olivier Angelier - Vladimir Igorevich Arnol'd - Jacques Jean Arsac - Philippe Ascher - Alain Aspect - Ivan André Albert Assenmacher - Sir Michael Francis Atiyah - Thierry Émilien Flavien Aubin - Jean Armand Aubouin - Pierre Auger

### B
Jean-François Bach - George Edward Backus - Jean Roger Balian - John Mac Leod Ball - David Baltimore - Neil Bartlett - Jean-Marie Maurice Basset - Étienne-Émile Baulieu - Klaus Bechgaard - Alim-Louis Benabid - Christophe Benoist - Alain Benoît - Henri Charles Benoît - Alain Bensoussan - Pierre Marc Benveniste - Seymour Benzer - Paul Berg - André Berger - Marcel Berger - Sune Bergström - Jean Alfred Bernard - Gérard Berry - Erwin Félix Bertaut (Lewy-Bertaut)Alain Berthoz - Guy Bertrand - Albert Bijaoui - Jean-Paul Binet - Jean-Michel Philippe Marie-José Bismut - Jacques Émile José Blamont - Sylvain Blanquet - Guy Blaudin de Thé - Brebis Bleaney - Nicolaas Bloembergen - David Mervyn Blow - Joël Gérard Bockaert - Enrico Bombieri - Jean-Louis Bonnemain - Jean-Michel Bony - Christian Jean Raoul Bordé - Armand Borel - Raoul Bott - Claude Charles Bouchiat - Marie-Anne Bouchiat - Alain Michel Boudet - Jean Bourgain - Joseph Marie Bové - Édouard Branly - Pierre Braunstein - Catherine Bréchignac - Sydney Brenner - Édouard Brézin - Haïm Brezis - Gérard Bricogne - François Georges René Bruhat - Huy Duong Bui - Pierre Albert Buser

### C
Bernard Cabane - Henri Cabannes - Michel Caboche - Jacques Philippe Caen - Sébastien Mathieu Candel - Nicole Capitaine - André René Gabriel Capron - Lennart Carleson - Paul Ernest Léon Caro - Edgardo D. Carosella - Alain Frédéric Carpentier - Henri Paul Cartan - Bernard Pierre François Fernand Castaing - Luigi Luca Cavalli-Sforza - André Denis Cauderon - Roger Cayrel - Anny Cazenave - Carlo Cercignani - Marc Chabre - William Gilbert Chaloner - Pierre Henry Chambon - Jean-Pierre Georges Changeux - Marie-Lise Chanin - Patrick Pierre Charnay - Georges Charpak - Yves Chauvin - Shiing-Shen Chern - Gustave Alfred Arthur Choquet - Yvonne Choquet-Bruhat - Philippe Gaston Ciarlet - Paul Clavin - Georges Joseph Nissim Cohen - Claude Cohen-Tannoudji - Alain Colmerauer - Michel André Combarnous - Claude Jean-Pierre Combes - Geneviève Marie Comte-Bellot - Alain Connes - Yves Jean Édouard Coppens - Robert Jean-Pierre Corriu - Riccardo Cortese - Pierre Corvol - Suzanne Cory - Pascale Cossart - Frank Albert Cotton - Georges Albert Antoine Courtès - Francis Harry Compton Crick - Hubert Curien - François Cuzin

### D
Jack Dainty - Thibault Marie Alban Guillaume Damour - Gaston Darboux - Pierre Darriulat - Raymond Daudel - Jean Baptiste Gabriel Dausset - Robert Dautray - Georges David - Roger David - Michel Davier - Gérard Debreu - Claude Aimé Debru - Henri Léon Décamps - Laurent Degos - Paul René Louis Deheuvels - Anne Dejean-Assemat - Pierre Dejours - Pierre Deligne - Michel Delseny - Jean-Pierre Raymond Philippe Demailly - Jean-François Denisse - Derek Ashworth Denton - Jean-Michel André Dercourt - Peter Dervan - Pierre Deslongchamps - Joseph Doob - Adrien Douady - Roland Marcel Douce - Ann Patricia Dowling - Michel Duflo - Bernard Dujon - Christian Henri Jean Dumas - Michel Paul Adrien Durand-Delga - Henri Maurice Duranton - Georges Jean Duvaut - Christian de Duve - Freeman John Dyson

### E
Gerald M. Edelman - Stuart Edelstein - Sir Samuel Frederick Edwards - Manfred Eigen - Pierre Jacques Colin Encrenaz - Daniel Esteve

### F
Ludwig Fadeev - Anne Fagot-Largeault - Michel Fardeau - Olivier Faugeras - Alexandre Jean Auguste Favre - Pierre Fayet - Charles Fehrenbach - Noël Joseph Felici - Gérard Robert Marcel Férey - Alain Fischer - Jean Marius Flahaut - Philippe Patrick Michel Flajolet - Jean-Marc Dominique Fontaine - Maurice Alfred Fontaine - Jacques Friedel - Uriel Frisch

### G
Pierre Gabriel - Pierre Galle - Madeleine Gans - Antonio Garcia-Bellido - Walter Gehring - Israël Moïseevitch Gelfand - Pierre-Gilles de Gennes - Reinhard Genzel - Paul Germain - Étienne Jean-Luc Ghys - Martin Gibbs - Jean Raymond Girard - Jean-Yves Girard - Jacques Glowinski - Roland Glowinski - André Goffeau - Marcel Golay - Maurice Goldman - John Bannister Goodenough - Denis Gratias - Howard Green - Norman Neill Greenwood - Mikhaël Gromov - François Gros - Marianne Grunberg-Manago - Jean-Pierre Grünfeld - Robert Guillaumont - Roger Charles Louis Guillemin - Bernard René Guinot - Irwin Clyde Gunsalus - John Bertrand Gurdon

### H
Paul Hagenmuller - Erwin Louis Hahn - Serge Haroche - Heisuke Hironaka - Friedrich Ernst Peter Hirzebruch - Jules Alphonse Hoffmann - Francis Clark Howell - Patrick Huerre - Gérard Pierre Daniel Huet - Jean-Paul Hurault

### I
Jean David Ichbiah - Jean Iliopoulos - Michel Antonin Joseph Imbert - Gérard Marie Pierre Iooss - Kiyosi Ito - Masao Ito

### J
François Jacob - Maurice René Michel Jacob - Hervé Michel Jacquet - André Louis Joseph Ghislain Baron de Jaumotte - Claude Philippe Marie Augustin Jaupart - Claude René Gustave Jeanmart - Marc Jeannerod - Yves Philippe Jeannin - Denis-Olivier Jérome - Georges Jobert - Zdenek Johan - Pierre Adrien Joliot - Jacques Robert Joussot-Dubien - Michel Valentin Marcel Jouvet - Marc Yves Julia

### K
Fotis Kafatos - Henri Boris Kagan - Jean-Pierre Kahane - Axel Kahn - Gilles Kahn - Rudolf Kalman - Eric R. Kandel - Daniel Kaplan - Pierre Camille Karli - Richard Karp - Eric Karsenti - Masaki Kashiwara - Ephraim Katchalski-Katzir - Sergiu Klainerman - Daniel Kleppner - Bernard Kloareg - Aaron Klug - Donald Ervin Knuth - Maksim Kontsévitx - Henri Korn - Jean-Louis Koszul - Vladimir Kotlyakov - Philippe Henri André Kourilsky - Jean Kovalevsky

### L
Antoine Émile Henry Labeyrie - Jean-Yves Lallemand - Yves Frédéric Michel Laporte - Jacques Laskar - Lucien Claude Laubier - Guy Laval - Patrick Lavelle - Jean Lucien Marie Lavorel - Peter D. Lax - Michel Maurice Lazdunski - Guy Lazorthes - Gilles René Pierre Yves Lebeau - Denis Le Bihan - Jean-Baptiste Maurice Leblond - Nicole Marthe Le Douarin - Gérard Le Fur - Jean-Marie Pierre Lehn - Pierre Jacques Lelong - Yvon Le Maho - Jean-Louis Le Mouël - Pierre Jean Léna - Gilbert Lenoir - Jean-Bernard Le Pecq - Jean-Antoine Lepesant - Xavier Thaddée Le Pichon - Henri Léridon - Claude Lévi - Rita Levi-Montalcini - Jean-Marc René Maurice Lhoste - Albert Joseph Libchaber - Amable Liñan - Jacques-Louis Lions - Pierre-Louis Lions - Jacques Livage - Rodolfo Llinás - Joseph Edmond Claude Lorius - Daniel François Louvard - William John Lucas - Henry de Lumley-Woodyear - Anders Paul Lundberg

### M
Odile Macchi - Bernard François Mach - Bernard Malgrange - Edmond Malinvaud - Jacques Jean-Benoît Mallet - Paul Georges Malliavin - Jean-Louis Mandel - Daniel Albert Lucien Mansuy - Robert Gaston André Maréchal - Charles-Michel Marle - Andrée Marquet - Ghislain de Marsily - Goury Ivanovitch Martchouk - André Jean Martin - François Mathey - Michel Mayor - Ernst Mayr - Gérard Jean-Jacques Mégie - Matthew Meselson - Bernard Meunier - Dominique Meyer - Philippe Meyer - Yves Meyer - Elliot Meyerowitz - Jan Michalski - Jean-François Pierre Minster - Keith Moffatt - Roger Émile Monier - Luc Antoine Montagnier - Jean Maurice Montreuil - Dino Claude Denis Moras - Philippe Morat - René Jean Moreau - François Morel - William Jason Morgan - Leonard Earl Mortenson - Vernon Benjamin Mountcastle - Teruaki Mukaiyama - Arnold Munnich - James Dickson Murray

### N
Robert Gustave Naquet - Louis Nirenberg - Yasutomi Nishizuka - Maurice Paul Nivat - Jean François Normant - Sir Gustav Joseph Victor Nossal - Arlette Thérèse Marie Nougarède - Philippe Pierre Gaston François Nozières

### O
Satoshi Omura - Luis Antonio Oro - Gérard Charles Jacques Orth - Ernst Wilhelm Otten - Guy Ourisson - Paul Gabriel Ozenda

### P
Adolphe Pacault - Jacob Palis - Wolfgang K. H. Panofsky - Giorgio Parisi - Lucio Paternò - Renaud Maurice Adrien Paulian - Jean-Claude Pecker - Georges Charles Pierre Pédro - Marc Joseph Michel Pélegrin - René Pellat - Georges Raymond Alain Pelletier - Marguerite Perey - Pierre Claude Marie Perrier - Christine Petit - Michel Petit - Richard Peto - Emilio Picasso - Bernard Picinbono - Charles Pilet - Olivier Roger Pierre Pironneau - Gilles Pisier - Jean-Paul Georges André Poirier - Alexandre Polyakov - Yves Pomeau - Pierre Jean-Paul Potier - Michel Charles Raymond Pouchard - Robert Vivian Pound - Jacques Pouysségur - Frank Press - Jean-Loup Puget

### Q
Yves Quéré

### R
Michael Oser Rabin - Miroslav Radman - Norman Foster Ramsey - Chintamani Nagesa Ramachandra Rao - André Pierre Joseph Rassat - Bernard Jean Raveau - Pierre-Arnaud André Georges Raviart - Michel Raynaud - Paul-Henri Joseph Rebut - Serge Renaudin - Pascal Ribéreau-Gayon - Jacques Ricard - James Robert Rice - Alexander Rich - Sir Rex Edward Richards - Daniel Ricquier - Jean Henri Léon Marie Robieux - Henri Marcel Rochefort - Herbert Roesky - Michel Rohmer - Bernard Pierre Roques - Jean Rosa - Maurice Edmond Adolphe Roseau - Jean Rossier - François Rougeon - Colin Joseph Rua - David Pierre Ruelle - Jacques Alphonse Ruffié

### S
David Domingo Sabatini - Jean Charles Roger Salençon - Bengt Samuelsson - Evariste Sanchez-Palencia - Frederick Sanger - Philippe Joseph Sansonetti - Jean-Pierre Sauvage - Jean-Michel Savéant - Évry Léon Schatzman - Knut Schmidt-Nielsen - Daniel Schwartz - Jean-Charles Schwartz - Maxime Simon Schwartz - Eugen Seibold - Michaël Sela - André Sentenac - Jean-Pierre Serre - Pierre Maurice Sigwalt - Arndt Simon - Pierre Georges Sinaÿ - Georges Slodzian - Piotr Slonimski - Ionel Solomon - Susan Solomon - Christophe Jean Marcel Soulé - Erich Spitz - Mathias Springer - Dominique Stéhelin - Raymond Félix Stora - Gilbert Stork - Pierre Marie-Joseph Henri Suquet

### T
Michel Pierre Talagrand - Paul Eugène Tapponnier - Philippe Taquet - Jean-Marie Tarascon - Andrzej K. Tarkowski - Luc Charles Tartar - John Torrence Tate - Valentine Louis Teledgi - Guy Blaudin de Thé - Michel Émile Thellier - Jean-Paul Thiery - Gerard 't Hooft - Pierre Jean René Noël Tiollais - Jean François Marie Tirouflet - Bernard Pierre Henri Tissot - Jacques Tits - Gérard Toulouse - Roland Henri Tricot - Rudolf Daniel Trümpy - Maurice René Tubiana

### V
Constantin Vago - Alain-Jacques Valleron - Gabriele Veneziano - Michèle Françoise Vergne - Jacques Villain - Jean-Didier Vincent

### W
Zhen-Yi Wang - Jean Weissenbach - Éric Westhof - Andrew John Wiles - Edward Witten - Gérard Gabriel Wlérick - Élie Léo Wollman - Lodewijk Woltjer - Kurt Wüthrich

### Y
Moshe Yaniv - Jean-Christophe Yoccoz - Marc Jean Yor

### Z
André Zaoui